# Bonyhád
Bonyhád – miasto na Węgrzech, w komitacie Tolna, siedziba władz powiatu Bonyhád.

## Miasta partnerskie
- Jastrowie